# Jerzy Andrzejewski
Jerzy Andrzejewski [ˈjɛʐɨ andʐɛˈjɛfskʲi]IPA (19. srpna 1909 ve Varšavě – 19. dubna 1983 ve Varšavě), byl polský spisovatel, dramatik, scenárista, literární a divadelní kritik.

## Život
Studoval polskou filologii na Varšavské univerzitě. Debutoval v roce 1932 povídkou Wobec czyjegoś życia (později přejmenovanou na Kłamstwa). V roce 1938 vydal povídku Ład serca, za kterou v roce 1939 získal Cenu mladých Polské literární akademie. Před druhou světovou válkou byl považován za spisovatele hlásícího se k křesťanskému proudu v polské literatuře. V letech 1940–1944 se angažoval v kulturní činnosti tzv. polského podzemí a během války také pomáhal pronásledovaným židům. Po válce společně s Czesławem Miłoszem napsal scénář k filmu Robinson warszawski, který byl inspirován zkušenostmi Władysława Szpilmana (o kterém byl později natočen film Pianista). V letech 1949–1952 žil ve Štětíně, kde vedl tamní Svaz polských spisovatelů. V letech 1952–1956 byl poslancem Sejmu. V první polovině 50. let 20. století psal propagandistické, socialisticko-realistické texty, které podporovaly stalinismus.
Czesław Miłosz jej ve své knize Zotročený duch, která se (mimo jiné) zabývá příklonem některých polských spisovatelů ke stalinismu, popsal jako spisovatele s označením Alfa. Navzdory svému působení v první polovině 50. let ale Andrzejewski v roce 1957 vystoupil z polské komunistické strany a od 60. let 20. století se aktivně podílel na činnosti demokratické opozice. V 70. letech spoluzakládal opoziční organizace Komitet Obrony Robotników a Komitet Samoobrony Społecznej KOR.

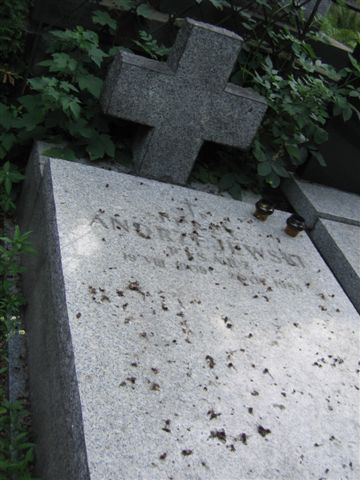
Hrob Jerzyho Andrzejewského ve Varšavě.

Osobní život Andrzejewského byl rozpolcen mezi dva světy. Na jedné straně byl dvakrát ženatý (s druhou manželkou měl dvě děti), na druhé straně ale měl intimní styky s muži. Téma homosexuality se také objevovalo v jeho literární tvorbě (např. v jeho posledním díle Cesarz Heliogabal se věnuje vztahu římského císaře s jeho sluhou).
V roce 1983 zemřel, pochován je na hřbitově 'Cmentarzu Powązkowskim' ve Varšavě.

## Dílo
Jeho dílo se zabývá nejen morálními, ale i filosofickými a politickými problémy Polska dvacátého století. Často se zabývá nacistickou okupací Polska a vznikem socialistického Polska.
- Wobec czyjegoś życia (1932)
- Drogi nieuniknione (1936),
- Ład serca (1938, Řád srdce), česky též jako Mír v duší,
- Apel (1945, Apel),
- Noc (1945, Noc),
- Święto Winkelrida (1946),
- Popiół i diament (1948, Popel a démant), přepracováno 1954, zfilmováno roku 1958 (režie Andrzej Wajda), nejslavnější autorovo dílo, román nastavující kritické zrcadlo polské společnosti posledních válečných dní a prvních chvil svobody. Sám autor o svém dále říká: "Chtěl jsem v této knize ukázat polskou skutečnost, jaká byla v prvních dnech svobody, se vší slávou a bídou. Byla to skutečnost surová, brutální i tragická a právě takový je můj román ...".
- Aby pokój zwyciężył (1950),
- O człowieku radzieckim (1951),
- Partia i twórczość pisarza (1952, Strana a tvorba spisovatele),
- Ludzie i zdarzenia 1951 (1952),
- Ludzie i zdarzenia 1952(1953),
- Wojna skuteczna, czyli opis bitew i potyczek z Zadufkami (1953),
- Książka dla Marcina (1954),
- Złoty lis (1955, Zlatá líška),
- Ciemności kryją ziemię (1957),
- Niby gaj (1959),
- Bramy raju (1960, Brány ráje), zfilmováno roku 1968 (režie Andrzej Wajda),
- Idzie skacząc po górach (1963, Onť se béře po horách), česky též pod názvem Pařížské domino, román z uměleckého prostředí umístěný do Paříže,
- Apelacja (1968),
- Prometeusz (1973),
- Teraz na ciebie zagłada (1976),
- Już prawie nic (1979),
- Miazga (1979),
- Nowe opowiadania (1980),
- Nikt (1983,)
- Gra z cieniem (1987),
- Z dnia na dzień. Dziennik literacki 1972–1979 (1988),
- Zeszyt Marcina (1994),
- Cesarz Heliogabal (nedokončeno).

## Česká vydání
- Mír v duši, Literární a umělecký klub, Praha 1941, přeložil Jaroslav Janouch, znovu Družstvo Moravského kola spisovatelů, Brno 1947 pod názvem Řád srdce.
- Noc, Nakladatelské družstvo Máje, Praha 1947, přeložila Helena Teigová, znovu 1948 a Naše vojsko, Praha 1972.
- Popel a démant, Svoboda, Praha 1948, přeložila Helena Teigová,
- Strana a tvorba spisovatele, Československý spisovatel, Praha 1853, přeložil Jaroslav Závada,
- Popel a démat, SNKLHU, Praha 1957, přeložila Helena Teigová, znovu 1963, 1975 a 1976.
- Zlatá liška, Odeon, Praha 1967, přeložila Helena Teigová,
- Onť se béře po horách, Mladá fronta, Praha 1968, přeložila Vendulka Zapletalová, znovu Books, Brno 1998 pod názvem Pařížské domino.

## Citát
- Příčiny chyb bývají obvykle nebezpečnější než chyby samy.